# Entre-les-Lacs-Gimli
Pour les articles homonymes, voir Gimli.
Circonscription électorale provinciale du Canada
Entre-les-Lacs-Gimli (Interlake-Gimli en anglais) est une circonscription électorale provinciale du Manitoba (Canada).
Créée lors du redécoupage de 2018, cette circonscription est issue d'Entre-les-Lacs, de Gimli, Lakeside et une petite partie de Swan River.

## Liste des députés
| Le Pas-Kameesak | Le Pas-Kameesak    | Le Pas-Kameesak           | Le Pas-Kameesak | Le Pas-Kameesak | Le Pas-Kameesak |
| Nom             | Nom                | Parti                     | Mandat          | Législature     |                 |
| --------------- | ------------------ | ------------------------- | --------------- | --------------- | --------------- |
|                 | Derek Johnson (en) | Progressiste-conservateur | 2019 - 2023     | 42e             |                 |
|                 | Derek Johnson (en) | Progressiste-conservateur | 2023 - présent  | 43e             |                 |